# Seo Min-kyu
Seo Min-kyu – południowokoreański zapaśnik w stylu wolnym. Srebrny medalista mistrzostw Azji w 1997 roku. Wicemistrz świata juniorów z 1990 roku.